# Szöktetés a szerájból (dalmű)
A Szöktetés a szerájból (németül Die Entführung aus dem Serail) Wolfgang Amadeus Mozart háromfelvonásos daljátéka. Szövegkönyvét Gottlob Stephanie írta Christoph Friedrich Bretzner 1781-ben íródott Bellmont und Constanze, oder die Verführung aus dem Serail című librettója alapján. Bemutatójára 1782. július 16-án került sor a bécsi Burgtheaterben. Magyarországon először 1789. május 27-én mutatták be, Budán, eredeti német nyelven. Magyar nyelven először a Nemzeti Színház tűzte műsorra 1882. március 21-én.

## A mű története
Mozart 1781 júliusában kapta meg a Szöktetés a szerájból című dalmű szövegkönyvét. II. József császár egyenes kívánsága volt, hogy a regényes játékot a kor egyik legnagyobb zeneköltője,  Mozart zenésítse meg. A librettóban új lehetőségeket talált: a szokványos olasz nyelvű szövegkönyvekkel szemben, amelyek csak lazán fűzték össze az egyes áriákat, duetteket, tercetteket, ez az új szövegkönyv igazi játékot, naiv, de életteljes színházat képviselt. Írója, Gottlob Stephanie ugyanis nemcsak az olasz klasszikus mesterek példáját tartotta szem előtt, hanem az ún. Singspieleket (daljátékokat) is, amelyek egyre jobban elterjedtek a német színpadokon, és a népi játék hangvételét honosították meg a dalszínházban.
Gottlob Stephanie nem írt ugyan olyan csiszolt verssorokat, mint az olasz librettó nagymestere, Metastasio, szóképei és hasonlatai sem olyan művésziek, mint az itáliai librettistáké, viszont a humor, a jól csattanó tréfa, a mozgalmas, fordulatos játék hangján szólal meg. Azok melodrámákat írtak, amelyek egyetlen célt szolgáltak csupán: körítést adni az énekesek pompás produkciójához. Ha áttetsző és naiv formában is, de pergő cselekményt varázsolt a színpadra, és ez a mese nemcsak szívhez szóló áriákra és közjátékokra nyújtott lehetőséget a zeneszerzőnek, hanem a reális ábrázolásra is.
A véletlen kedves játéka, hogy a Szöktetés a szerájból női főszereplőjét Konstanzének hívják – ugyanúgy, mint Mozart szerelmét, későbbi feleségét, Constanze Webert. Az igazi „élő” Constanze körül ugyanis szintén háborúság dúlt. A nő családja nem akart belenyugodni a házasságba, a vagyontalan, bizonytalan jövőjű Mozart nem látszott kívánatos férjnek. Mozart apja is, aki egész életét egy „tétre”, fia diadalmas pályafutására tette fel, úgy vélekedett, a családalapítás Mozart karrierjének végét, s a mindennapi gondokban őrlődő, köznapi élet kezdetét jelenti.
A dalmű 1782 májusában készült el, s ugyanez év július 16-án mutatták be a Burgtheater elődjében, a bécsi Udvari színházban. A remekmű egyaránt talált csodálókra és dühös irigyekre. Végül a „szakértők” is meghajoltak a zeneköltő lángelméje előtt, amikor a kor nagy operaszerzője, Gluck is elragadtatással nyilatkozott a pompás Singspielről.

## Szereplők
| Szereplő                                    | Hangfekvés |
| ------------------------------------------- | ---------- |
| Szelim pasa                                 | próza      |
| Konstanze, Belmonte szerelmese              | szoprán    |
| Blonde, komornája                           | szoprán    |
| Belmonte, nemes ifjú                        | tenor      |
| Pedrillo, a szolgája                        | tenor      |
| Ozmin, a pasa falusi jószágának felügyelője | basszus    |

## Cselekménye
- Helyszín: Szelim pasa palotája
- Idő: a 17. század közepén

### Első felvonás
Szelim pasa tengerparti palotája előtt áll a jövevény, mögötte ott kéklik a tenger, előtte ott sötétlik a szeráj kapuja. Belmonte, a fiatal spanyol nemes, akinek kedvese, Konstanze, egy kirándulás alkalmával kalózok zsákmányául esett, megtudta, hogy az ifjú leányt, két kísérőjével, Blonde komornával és Pedrillo inassal együtt, Szelim pasa megvásárolta a rablóktól. Ozmin érkezik, Szelim pasa szerájának mogorva felügyelője. Fügét szed a palota előtti gyümölcsfáról, és közben azon jár az esze, hogyan kell őrizni az ifjú nőket, csábító gavallérok kísértéseitől. Belmonte szólásra próbálja bírni az öreget, meg akarja tőle tudni, jó helyen jár-e, de Ozmin rendíthetetlen nyugalommal folytatja a dalolást és a gyümölcsszedést. A dühös Belmonte indulatosan szakítja meg Ozmin dalát. Ozmin gorombán kérdezi, mi kell hát? Kétszer is nagyothallónak teszi magát, hogy annál jobban megbosszantsa a jövevényt. Végre Belmonte kiszedi belőle, hogy valóban Szelim pasa házára talált, s hogy Ozmin a pasa szolgálatában áll. Mikor azonban Pedrillo szolgája felől kérdezősködik, a vén törököt valósággal elönti a düh. Pedrillót, aki a pasa kegyeibe férkőzött, és a zsémbes öregnek már nyilván sok borsot tört az orra alá, legszívesebben karóba húzná vagy megégetné. A vitatkozás egyre hevesebbé válik: Belmonte Pedrillo védelmére kel, Ozmin dühe mindjobban fokozódik, és kifakadásaiban egyre leplezetlenebbül és egyre baljóslatúbban ütközik ki valami fanatikus, sötét gyűlölet. Most már Belmontét is gyanúsítja és egy pillanatig sem kételkedik, hogy lányt szöktetni jött a szeráj tájékára. Végül káromkodó durvasággal ront rá, hogy elkergesse. Pedrillo érkezik, Belmonte szolgája, aki él-hal azért, hogy Ozmint bosszanthassa.
Ozmin nem is állhatja meg, hogy ellenszenvét ezúttal is részletesen elébe ne tárja, majd távozik. Az Ozminnal való találkozás meggyőzhette arról Belmontét, hogy, ha cselekedni akar, azt sürgősen kell, mert nem a legnagyobb jóakarattal fogadják. 
Pedrillo, a hűséges szolga oda van a boldogságtól, hogy urát viszontlátja. Elmondja neki, hogy Szelim pasa valóban mindhármukat: Konstanzét, Blondét és őt „összevásárolta" a kalózoktól és míg Blonde komornát Ozminnak ajándékozta, addig Konstanzét, akibe beleszeretett, választott hölgye gyanánt magánál tartja. Konstanze azonban mindeddig állhatatosan visszautasította a pasa szerelmi ajánlatait és Szelim, aki nem töröknek született, hanem renegát, szerencsére megőrzött annyit európai szokásaiból, hogy szerája asszonyait nem kényszeríti erőszakkal a szerelemre. Ami Pedrillót illeti, a kertészetben való ügyessége meglehetősen szabad mozgást szerzett neki a szeráj területén. Megszökniük csak úgy lehet, ha a hajóra, mely Belmontéra vár az öbölben, idejében el tudnak jutni a leányokkal együtt. Addig is, Belmonte legalább megláthatja Konstanzét; a pasa egy kis sétahajón vitte magával és most épp visszatérőben vannak a palotába. Szelim és Konstanze megérkeztek a tengeri kirándulásról. A fiatal lány magára hagyja a pasát, akit rabjának állhatatossága mélyen megindít: Pedrillónak most alkalma nyílik rá, hogy megmutassa, „mit tud". Bemutatja Szelimnek Belmontét mint kitűnő építőmestert, akit a pasa híre vonzott Törökországba és Szelim, akinek szenvedélye az építkezés, ott marasztalja a vendéget. A csel bevált és az út nyitva áll, de amint a két fiatalember be akar lépni a pasa kertjének ajtaján, váratlanul belebotlanak Ozminba. Ez persze hallani sem akar arról, hogy a jövevény Pedrillóval átlépje a szeráj kapuját, és husángot ragad, hogy elkergesse őket. Belmontéék félrelökik az ordítva hadonászó Ozmint, és bemennek a palotába.

### Második felvonás

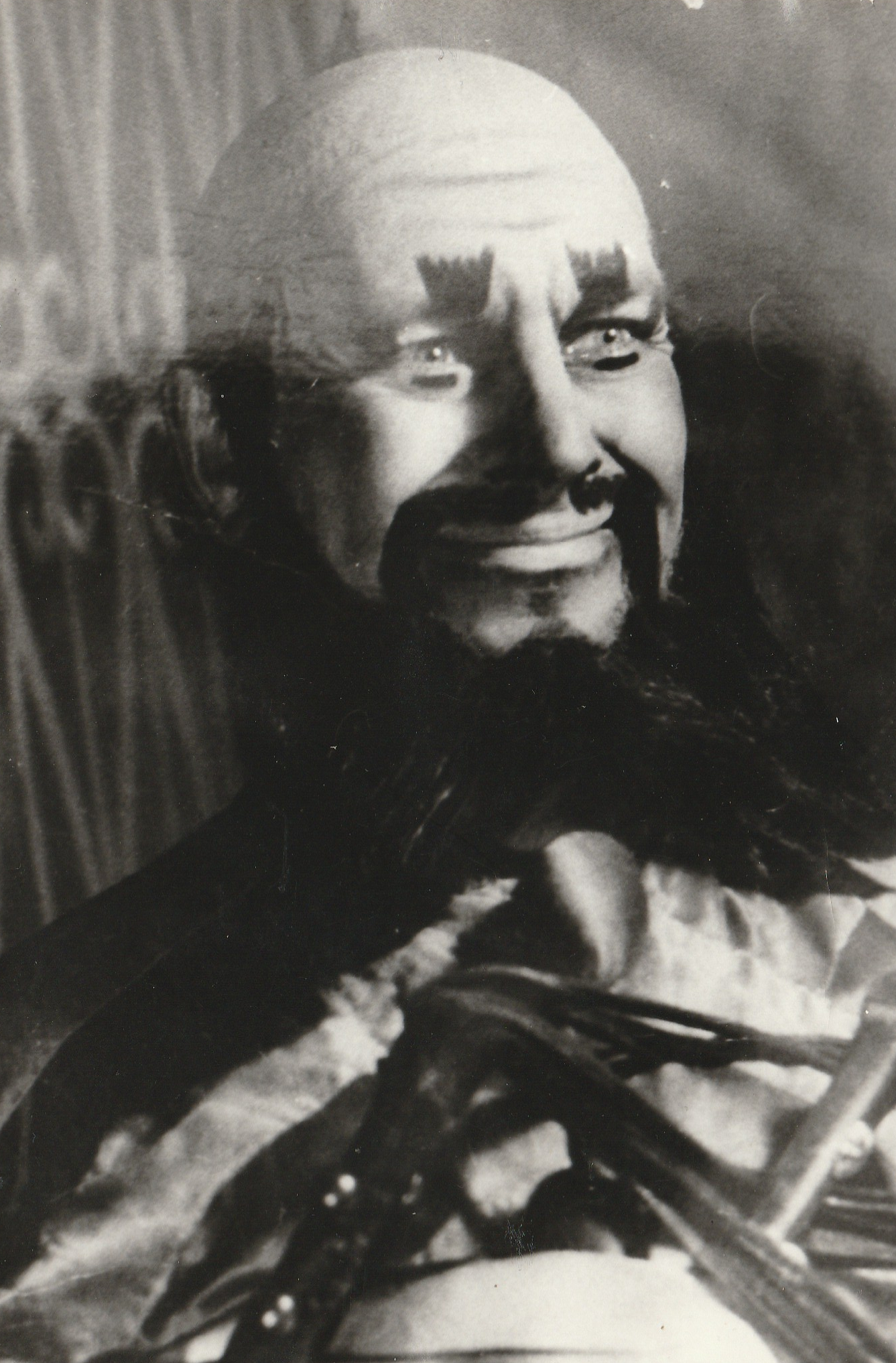
Ozmin (Domahidy László)

A szeráj kertjében Ozmin ostromolja Blondét, akit a pasa neki ajándékozott. De meggyűlik vele a baja: szidással, zsörtölődéssel semmire sem megy nála és Blonde, aki már elveszítette türelmét, leckét ad Ozminnak, hogyan kell európai nővel bánni. Bátorságának most is bizonyságát adja, amikor Ozmin be akarja kergetni a házába, kereken tudtul adja neki, hogy őneki bizony nem parancsol: ha Törökországban az a szokás, hogy a férfiak így zsarnokoskodnak a nőkön, hát a nők ugyan rosszul teszik, hogy eltűrik ezt, és ő majd tesz is róla, hogy a török asszonyoknak felnyíljék a szemük. Ozmin végül beadja a derekát, és odébbáll. A kertben feltűnik Konstanze. Nem veszi észre Blondét, úgy hiszi, egyedül van és felidézi minden sóvárgását, az eltűnt boldogság könnyes örömét, az elhagyatottság keserű panaszát. Blonde segítségére siet, megpróbálja jókedvre deríteni, vigasztalni. De nem marad rá ideje: a pasa meglátta Konstanzét és most hozzásiet, hogy számon kérje elhatározását. A határidő, amelyet a szorongatott leány Szelim kívánságának meggondolására kért, letelt és „holnap szeretnie kell". Konstanze azonban állhatatos marad: nem szereti a pasát, nem is fogja soha, inkább a halált választaná. Szelim elveszíti önuralmát, fenyegetőzni kezd, szörnyű tortúrát emleget. Rabját ezzel sem ingatja meg, Konstanze bátran néz szembe a kínhalállal is. Az események most már gyorsabb iramban követik egymást. Míg Szelim, akit a nő merészsége megdöbbent, habozva követi a fiatal leányt, Pedrillo belopózik a kertbe s meghozza Blondéjának a nagy újságot: Belmonte megjött, szabadulásukra minden készen áll és pontban éjfélkor megszöktetik a leányokat a szerájból. Konstanze ablakához Belmonte, Blondééhez Pedrillo hoz majd létrát. A legfontosabb teendő mindenekelőtt azonban Ozmin ártalmatlanná tétele. 
Kitervelik, hogy Blonde altatót kever majd az italába, és Pedrillo is megpróbálja leitatni mákonyos borral s valamelyik majd csak leveszi a lábáról. A sors megkönnyíti Pedrillo dolgát. Ozmin épp erre jár, s mi sem természetesebb, mint hogy Pedrillo kancsóin megakad a szeme. Most nem olyan bizalmatlan, mint máskor. Csak egy kis rábeszélésre van szükség: „ej, ti szegény mohamedánok, sajnálhatjátok, hogy nem ihattok bort” – és így tovább. Még egy utolsó próbatét: Pedrillo mindkét korsóból iszik, tehát egyikben sincs méreg. Ozmin némi Allahra vonatkozó utolsó skrupulusainak elhallgattatása után, már kettesben folytatják, és az öreg Ozmin Pedrillóval együtt köszönti fel a szőke és barna leányokat. Másodszor már ő zendít rá Bacchus dicséretére és mint akit meggyőztek régi ellenfelének „érvei", testvéri együttérzésben ölelkezik Pedrillóval. Pedrillo célhoz ért. Ozmin hamarosan leissza magát. Már holtrészeg; már zagyva összevisszaságban dadog tücsköt-bogarat s Pedrillónak végül a maga hátán kell elcipelnie, hogy útban ne legyen. Csak túlságosan korán ne történt volna; éjfélig még három óra, s félő, hogy Ozmin addig kialussza mámorát. Beköszönt az este, a kert sötét, az út szabad: ütött a szerelmesek találkozásának remegve várt órája. Konstanze és Belmonte, Blonde és Pedrillo egymás karjába futnak, de a férfiakban felveti fejét a kétség: hátha Konstanze nem maradt hű, hátha Blonde nem állott ellen Ozmin hatalmaskodásának? A két leány különböző választ ad: Konstanze sírva fakad, Blonde pofonüti Pedrillót. A férfiaknak elég is lenne ez a válasz, de most már a két nő haragszik. Végül azonban minden kétely eloszlik, és a szerelmesek a szabadulás óráját várják.

### Harmadik felvonás

#### Első kép
- Helyszín: a pasa palotája előtti tér

A palota előtt, éjféli csendben, megtörténnek a szöktetés előkészületei. Egyik oldalon a pasa szerája, amelynek ablakában Konstanzének kell Belmontéra várnia, a másikon Ozmin háza, melyből Blondét készül kiszabadítani Pedrillo. A felvonást a virrasztó Belmonte áriája nyitja meg, amely tulajdonképpen egy átszellemült boldogságot sugárzó idill. Pedrillo és Klaas óvatosan elhelyezi a létrákat a két leány ablaka alatt; a hűséges Klaas a hajón várja a szökevényeket. Pedrillo, akin egyre jobban erőt vesz a félelem, sokért nem adná, ha már kinn a tengeren járnának, maguk mögött hagyva keserves rabságuk földjét; de hát addig még sok mindenen kell átesni – azért végre is összeszedi magát és Belmonte sürgetésére megadja a megegyezéses jelet a leányoknak egy ablakuk alatt eldalolt halk, mandolinos románccal. Konstanze és Blonde azonban, úgy látszik, mélyebben alszanak ezen az éjszakán és így Pedrillónak végig kell énekelnie az afrikai rableány romantikus megszabadításáról szóló kalandos románcot. Most végre életjelet adnak: előbb Konstanze jelentkezik, akihez Belmonte sietve felkúszik a létrán, azután, Pedrillo türelmetlen sürgetésére végre megjelenik Blonde is. Mialatt Belmonteék elsietnek a tengerpart felé, Pedrillo üggyel-bajjal felkapaszkodik a leány ablakába. De ez a késedelem most csakugyan végzetessé vált. A szerájnak egy néma szerecsen szolgája észrevett valamit és most idevezeti a még félig mámoros Ozmint. A létrák mindent elárulnak. Ozmin tajtékzik a dühtől. Hiába Pedrillo kétségbeesett kedélyeskedése, hiába a Belmonte felajánlotta fejedelmi jutalom, a pasa elé viteti őket és most már valóban vért akar látni.

#### Második kép
- Helyszín: a pasa palotájának csarnoka

Szelim pasa palotájának nagy csarnokában nem alusznak ezen az éjszakán. A pasa felriadt a lármára, és  épp  tudakozódni küldi egy emberét, amikor Ozmin lihegve hozza neki a meghiúsult szökés hírét, természetesen nem mulasztva el az alkalmat a maga éberségének felmagasztalására. Belmontét és Konstanzét megkötözötten vezetik be az őrök. Szelim felháborodva támad a lányra. A megkínzott fiatal leány azonban bátran kijelenti, hogy Belmonte régi, egyetlen szerelme és kész érte a halállal is szembenézni. Belmonte még irgalmat remél: gazdag családja örömmel fizetne bármilyen váltságdíjat szabadulásukért. De ahogyan kiejti családja nevét, a Lostados nevet, Szelim irtózattal fordul feléje: Belmonte apja, az orániai kormányzó volt életének megrontója, aki miatt el kellett bujdosnia hazájából. S most íme halálos ellenségének fiát adta kezébe a sors. Belmonte nem remélhet kegyelmet. A pasa magával viszi Ozmint, hogy a foglyok büntetése felől rendelkezzék. Az őrség bevezeti Pedrillót és Blondét is. Blonde hidegvérű, de Pedrillót kiveri a hideg veríték, különböző, félfüllel ellesett tortúrák hallatára. Mikor a pasa visszatér a csarnokba Ozmin kíséretében, mind a négyen felkészültek a legszörnyűbbre, ám nem várt fordulat következik be. Szelim  nem  akar bosszút  állni ellenségein, nem követi egykori üldözője példáját, lemond a bosszúról, lemond a szerelemről, és szabadon bocsátja mind a négy foglyát, Ozmin kimondhatatlan keserűségére. A szerájbeliek és janicsárok kíséretében hajóra száll a négy boldog ember, és a hajó lassan megindul velük a hajnali fényben tündöklő tengeren.

## Híres részletek
- Hier soll ich dich denn sehen - Belmonte áriája (első felvonás)
- Wer ein Liebchen hat gefunden - Ozmin dala (első felvonás)
- Solche hergelaufne Laffen - Ozmin áriája (első felvonás)
- Konstanze! Konstanze! Dich wieder zu sehen - Belmonte áriája (első felvonás)
- Ach, ich liebte, war so glücklich - Konstanze áriája (első felvonás)
- Traurigkeit ward mir zum Lose - Konstanze áriája (második felvonás)
- Martern aller Arten - Konstanze áriája (második felvonás)
- Vivat Bacchus! - Pedrillo és Ozmin duettje (második felvonás)
- Wenn der Freude Tränen fliessen - Belmonte áriája (második felvonás)
- Ach, Belmonte! Ach, mein Leben! - Belmonte, Pedrillo, Konstanze és Blonde kvartettje (második felvonás)
- Ich baue ganz - Belmonte áriája (harmadik felvonás)
- Im Mohrenland gefangen war - Pedrillo szerenádja (harmadik felvonás)
- Ha! Will ich triumphieren! - Ozmin akasztófaáriája (harmadik felvonás)
- Welch ein Geschick - Belmonte, Konstanze duettje (harmadik felvonás)
- Nie werd’ ich deine Huld verkennen - zárónégyes (harmadik felvonás)